# Macroglossum melanoleuca
Macroglossum melanoleuca (Cadiou & Schnitzler, 20019) es una polilla de la familia Sphingidae que vuela en Sumba y muchas pequeñas islas hacia el oeste, Langgaliru, (Indonesia).

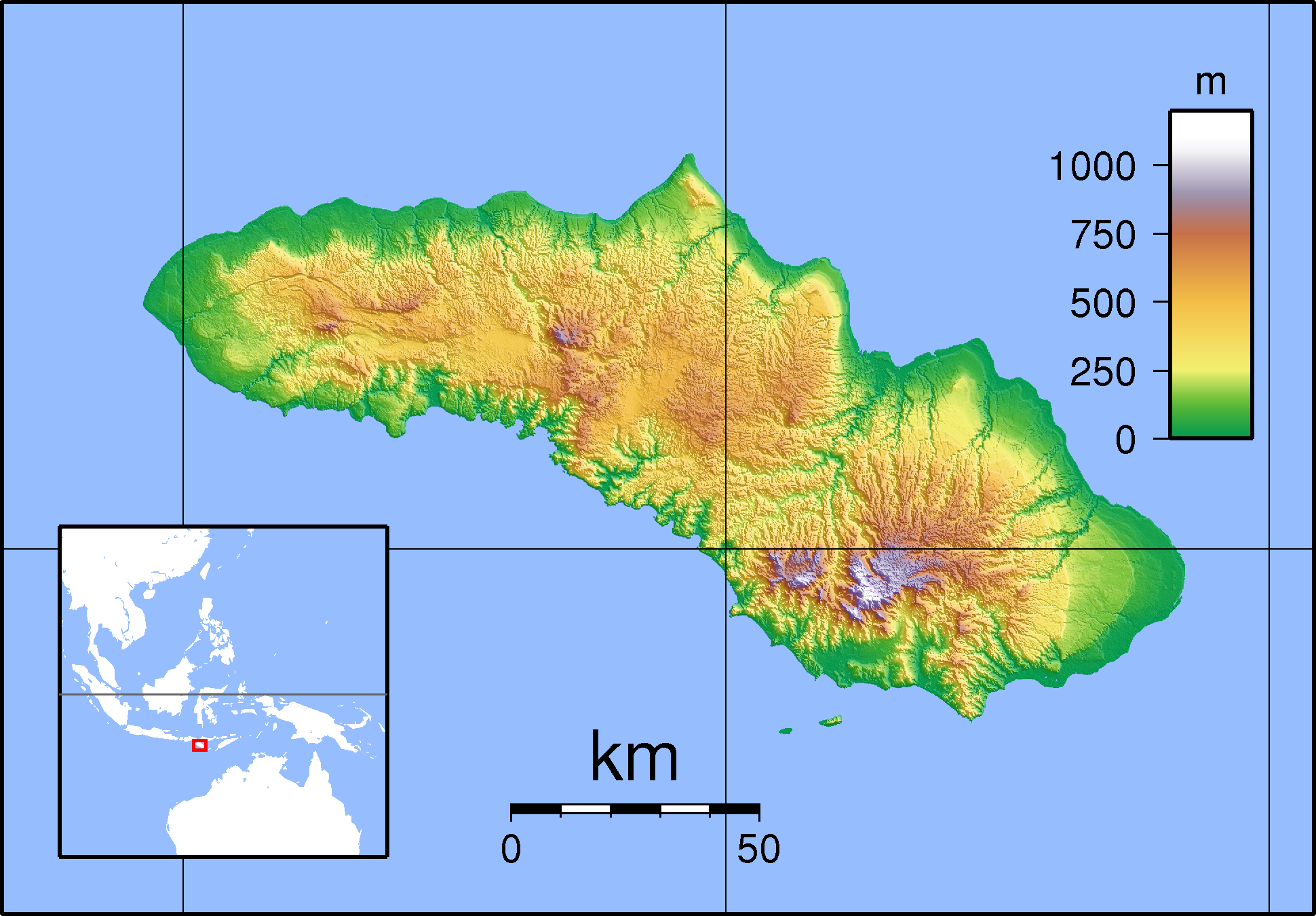
Isla de Sumba (Indonesia)